# Populus qiongdaoensis
Populus qiongdaoensis là một loài thực vật có hoa trong họ Liễu. Loài này được T. Hong & P. Luo miêu tả khoa học đầu tiên năm 1987.